# Tzína Lamproúsi
Georgía « Tzína » Lamproúsi (grec moderne : Γεωργία «Τζίνα» Λαμπρούση) est une joueuse de volley-ball grecque née le 27 janvier 1993 à Athènes, Grèce. Elle mesure 1,84 m et joue au poste de centrale. Elle totalise 76 sélections en équipe de Grèce.

## Clubs
| Club                        | De        | À         |
| --------------------------- | --------- | --------- |
| Iraklis Kephissia (Athènes) | 2008-2009 | 2012-2013 |
| Olympiakos Le Pirée         | 2013-2014 | 2019-2020 |
| Volley Mulhouse Alsace      | 2020-2021 | 2021-2022 |
| CSM Târgoviște              | 2022-2023 | déc 2022  |
| Olympiakos Le Pirée         | jan 2023  | 2024-2025 |
| Paniónios Néa Smýrni        | 2024-2025 |           |

## Palmarès

### Équipe nationale
- Jeux méditerranéens
  - Finaliste : 2018.

### Clubs
- Challenge Cup
  - Finaliste : 2017.
  - Vainqueur : 2018.
- Championnat de Grèce
  - Vainqueur : 2014, 2015, 2016, 2017, 2018, 2019, 2020, 2025..
  - Finaliste : 2023, 2024
- Coupe de Grèce
  - Vainqueur : 2014, 2015, 2016, 2017, 2018, 2019, 2024, 2025.
- Championnat de France
  - Vainqueur : 2021.
  - Finaliste : 2022.
- Coupe de France
  - Vainqueur : 2021.
- Supercoupe de France
  - Vainqueur : 2021.
- Supercoupe de Grèce
  - Vainqueur : 2024.

### Distinctions individuelles
- Coupe de Grèce 2015-2016: MVP[5]